# Bad Company
För andra betydelser, se Bad Company (olika betydelser).
Bad Company är ett brittiskt rockband bildat 1973. Bandet bestod ursprungligen av sångaren Paul Rodgers (född 1949), basisten Boz Burrell (1946–2006), gitarristen Mick Ralphs (född 1944) och trummisen Simon Kirke (född 1949). Alla medlemmar i bandet hade tidigare varit med i andra stora band. Rodgers och Kirke hade precis upplöst Free, Ralphs kom från Mott the Hoople och Burrell från King Crimson. Bad Company blev förutom sina album kända för ett frekvent turnerande och konserter på stora arenor.

## Historik
Gruppen skivdebuterade 1974 och deras första singel "Can't Get Enough" blev en framgång både i USA och Storbritannien. Samma år gav de ut sitt självbetitlade debutalbum: Bad Company. Albumet nådde förstaplatsen på Billboard 200 i USA och en tredje plats på brittiska albumlistan. Gruppens andra album Straight Shooter blev också en framgång och innehöll singlarna "Feel Like Makin' Love" och "Good Lovin' Gone Bad" som listnoterades på båda sidor Atlanten. Albumet nådde tredjeplatsen på albumlistorna i både USA och Storbritannien. Även det tredje albumet Run with the Pack blev en försäljningsframgång, även om det inte innehöll någon notabel hit.
Det femte albumet Desolation Angels innehöll den amerikanska singelhiten "Rock 'N' Roll Fantasy" som nådde trettondeplatsen på singellistan. 1982 släppte de albumet Rough Diamonds innan gruppen upplöstes. Redan 1986 återbildade dock Kirke och Ralphs gruppen med Brian Howe som ny sångare. Steve Price blev ny basist och Greg Dechert togs in på keyboard. Man spelade in ett nytt studioalbum, Fame and Fortune, som dock inte blev den framgång man hoppats på. Dechert lämnade sedan gruppen. Gruppen gav under 1990-talet ut ett flertal studioalbum i olika sättningar med Howe, Ralphs och Kirke som fasta medlemmar. 1990 fick de en större hit med rockballaden "If You Needed Somebody" från albumet Holy Water. Tre nya gruppmedlemmar tillkom, däribland förra Urchin-gitarristen Dave Colwell.
Howe lämnade Bad Company 1994 och ersattes av Robert Hart på sång fram till 1998. Då kom Paul Rodgers tillbaka som sångare. Originalbasisten Boz Burrell avled 2006. Sedan 2008 har Rodgers, Ralphs och Kirke vid flera tillfällen turnerat som Bad Company med olika basister.

## Medlemmar
| Nuvarande medlemmar - Simon Kirke – trummor, sång, kör, percussion, gitarr (1973–1982, 1986–1999, 2001–2002, 2008–) - Mick Ralphs – gitarr, bakgrundssång, keyboard (1973–1982, 1986–1999, 2008–2016) - Paul Rodgers – sång, gitarr, keyboard, munspel (1973–1982, 1998–1999, 2001–2002, 2008–) - Todd Ronning – basgitarr (2012–) | Tidigare medlemmar - Boz Burrell – basgitarr, bakgrundssång (1973–1982, 1986, 1998–1999) - Brian Howe – sång, saxofon (1986–1994) - Dave "Bucket" Colwell – gitarr, bakgrundssång, keyboard (1992–1998, 2001–2002) - Rick Wills – basgitarr (1992–1998, 2001) - Robert Hart – sång (1994–1998) - Jaz Lochrie – basgitarr (2002) - Howard Leese – gitarr (2008–2020) | Turnerande medlemmar - Gregg Dechert – keyboard (1986–1987) - Steve Price – basgitarr, bakgrundssång (1986, 1986–1990) - Larry Oakes – gitarr, keyboard, bakgrundssång (1988–1989) - Paul Cullen – basgitarr (1990–1992) - Geoff Whitehorn – gitarr, bakgrundssång (1990–1991) - Lynn Sorensen – basgitarr (2008–2012) - Rich Robinson – gitarr, bakgrundssång (2016) |

## Diskografi
| Studioalbum - 1974 – Bad Company - 1975 – Straight Shooter - 1976 – Run with the Pack - 1977 – Burnin' Sky - 1979 – Desolation Angels - 1982 – Rough Diamonds - 1986 – Fame and Fortune - 1988 – Dangerous Age - 1990 – Holy Water - 1992 – Here Comes Trouble - 1995 – Company of Strangers - 1996 – Stories Told & Untold | Livealbum - 1993 – What You Hear Is What You Get: The Best of Bad Company - 2002 – In Concert: Merchants of Cool - 2006 – Live in Albuquerque 1976 Samlingsalbum - 1986 – 10 from 6 - 1999 – The Original Bad Company Anthology | Singlar (topp 100 på UK Singles Chart) - 1974 – "Can't Get Enough" (#15) - 1975 – "Good Lovin' Gone Bad" (#31) - 1975 – "Feel Like Makin' Love" (#20) |